# Kagera
Kagera (også kaldt Akagera) er en flod i det centrale Afrika. Den er et tilløb til Victoriasøen, og regnes ofte som Nilens fjerneste tilløb. Floden er omkring 400 kilometer lang.

## Geografi
Floden begynder i Burundi, og løber i østlig retning. Den er grænseflod over store dele af sit løb, først mellem Rwanda og Burundi, derefter mellem Rwanda og Tanzania. Efter Rusumofaldene drejer floden (og grænsen) mod nord og derefter nordvest til den møder grænsen til Uganda. Her drejer floden brat mod øst og er fremdeles grænseflod, nu mellem Tanzania og Uganda. Efterhånden drejer floden gradvis mod sydøst og forlader grænsen og løber ind i Tanzania, før den på den sidste del drejer mod nordøst, krydser grænsen igen og løber ind i Uganda, hvor den munder ud i Victoriasøen ved Mubanzi, fem kilometer nord for grænsen.
Den største biflod er Ruvubu, som den løber sammen med ovenfor Rusumofossen. Floden har givet navn til Akagera nationalpark i det nordlige Rwanda.

## Historie
Under folkemordet i Rwanda blev Kagerafloden berygtet efter tv-billederne af massakrerede mennesker drivende ned af floden, som ved broen over Rusumofaldene, hvor billederne viste flygtninge på vej ud af landet, mens ligene flød forbi under broen. Eftersom Kagera afvander hele Rwanda, på nær områderne længst mod vest, blev alle ligene som var dumpet i floder over hele landet efterhånden ført ned til Kagera, og derefter helt ned til Victoriasøen, over 200 kilometer nedstrøms fra Rwanda. Dette førte til at der blev erklæret undtagelsestilstand omkring udløbet i Victoriasøen i Uganda, hvor ligene endte.

## Eksterne kilder og henvisninger
- Wikimedia Commons har flere filer relateret til Kagera
- Dumont, Henri J. (2009). The Nile: Origin, Environments, Limnology and Human Use. Springer. ISBN 1402097255.
- January, Brendan (2007). Genocide: modern crimes against humanity. Twenty-First Century Books. ISBN 0761334211.
- Rangeley, Robert (1994). International river basin organizations in sub-Saharan Africa. World Bank Publications. ISBN 0821328719.

0°56′41″S 31°46′36″Ø / 0.944722°S 31.7767°Ø